# Platforma.lv
Platforma.lv (Platforma Records) – łotewska wytwórnia muzyczna istniejąca w latach 1998-2010.

## Historia
Wydawnictwo "Platforma Records" zostało założone w 1998 roku przez Rimantsa Liepiņša. W 2009 roku firma zmieniła nazwę na "Platforma.lv" i przekształciła się w interaktywny portal internetowy skupiający się na dziedzinie rozrywki audiowizualnej i muzyki. Portal ten umożliwiał użytkownikom dostęp do łotewskiej muzyki, oferując możliwość słuchania oraz pobierania utworów muzycznych, a także oglądania teledysków i udostępniania ich.
Na koniec 2010 roku "Platforma Records" ogłosiła upadłość, co stanowiło zakończenie okresu działalności tej wytwórni muzycznej. Ten etap w historii firmy jest istotnym elementem w kontekście przemian i wyzwań, jakie branża muzyczna może napotykać.

## Artyści
- Autobuss debesīs
- Intars Busulis
- Fact
- The Hobos
- Jumprava
- Jana Key
- Lādezers
- Linda Leen
- Melo-M
- Mofo
- Margarita Vilcāne